# منع مظلل
المنع المظلل هو خدعة حديثة مستخدمة في عالم التواصل الإلكتروني الحديث وتتم بحظر مستخدمٍ ما  ومنع وصوله إلى مجتمع إلكتروني معين  مثل مواقع التواصل الاجتماعي والتظليل على ذاك المستخدم بطريقة لايعلم بها أنه محظور أو ممنوع.
تتم عملية التظليل بجعل رسائل المستخدم المستهدف بها مخفية عن بقية أعضاء المجتمع لعدة أهداف فرعية تتمحور حول هدف رئيسي واحد. الهدف الرئيسي من هذه الحركة هو إقناع المستخدم المستهدف بأن المجتمع من حوله غير مهتم بطرحه أو أنه مخالف لرأيه المطروح ويكون هذا الإقناع نتيجةً لعدم وجود تفاعل؛ فهو بالنهايةِ لا يعلم أن طرحه غير ظاهر لأعضاء المجتمع الآخرين. كما أن هناك أهدافا فرعية مثل تلك السياسية، الشخصية وهي التي يهدف منها الإضرار بشخص معين لهدف التقليل من فعاليته في المجتمع أو للتثبيط من عزمه وطموحاته، كما تهدف هذه الخطوة إلى تغيير أفكار المجتمع أو التأثير عليه كما قد تُمارس عملية المنع المظلل حتى على الأفكار و الآراء والمواضيع التي تشغل المجتمع فتخفى بذلك جميع المطروحات المتعلقة بتلك الفكرة أو الرأي أو الموضوع حتى يموت اهتمام المجتمع فيها.

## برامج شهيرة لها تاريخ مع المنع المظلل
- تويتر
- فيسبوك
- إنستغرام
- وي شات
- ريديت
- يوتيوب